# Лексика башкирского языка
Лексика башкирского языка — совокупность всех лексем (слов), существующих или существовавших в башкирском языке. Лексика современного башкирского языка представляет собой систему групп слов, отличающуюся от лексики других тюркских языков структурным своеобразием единиц.

## История
Изучение лексики башкирского языка началось в конце XVIII века. В это время по заданию Екатерины II началась централизованная работа по сбору материалов, касающихся этнографии, фольклора, языка всех известных в то время народов.
Часть этих материалов, относящаяся к башкирскому языку, была включена в два тома «Сравнительных словарей всех языков и наречий», изданных академиком П. С. Палласом на русском и латинском языках. «Словари» Екатерины и Палласа содержат 285 слов башкирского языка.
Из многочисленных исследований XIX века, в которых описывался быт, нравы, обычаи башкир, известны работы Н. С. Попова (1813), П. Н. Небольсина (1874). В. М. Флоринского (1874), М. В. Лоссиевского (1883), С. Г. Рыбакова (1897), Д. П. Никольского (1890, 1899).
Во второй половине XIX века появились работы башкир. Это труды П. Назарова, Б. М. Юлуева, М. Ваишева.
Глубокий анализ и большой материал по лексикологии содержится в научных работах исследователей XX века С. И. Руденко, В. И. Филоненко, Р. Г. Кузеева, Н. В. Бикбулатова.

## Описание
Основу башкирской лексики составляют общетюркские слова, многие из которых сохранили свои первичные значения и собственно башкирские слова, обозначающие понятия фольклора и этнографии (йәйләү «летовка» — «летняя стоянка», төндөк «вентиляционное отверстие», названия животных и растений, возраст, пол или родство человека (кейәү бала «зять», ҡыяматлыҡ атай, инәй «посаженые отец и мать», кейәү егете «шафер, друг жениха».
Башкирская лексика на 60 % состоит из общетюркских и собственно башкирских слов, заимствования составляют около 40 %. В лексике особое место занимают с фразеологизмы — устойчивые семантически неделимые сочетания слов, целостное обобщённо-переносное значение которых сформировано на основе переосмысления словесного комплекса, например, «ләм-мим һүҙ әйтмәү» (не проронить ни одного слова, набрать в рот воды; дословно — не сказать ни лям, ни мим); «эт менән бесәй кеүек йәшәү» (жить как собака с кошкой).
Различают активную и пассивную лексику:
- Активная лексика состоит из часто используемых в повседневной речи слов, характеризующихся стабильностью, высокой сочетаемостью и активностью в словообразовании;
- Пассивная лексика включает в себя слова из диалектов башкирского языка, профессионализмы, терминология и характеризуется стилистической дифференциацией, условиями исторического развития языка (устаревшие слова, неологизмы).

Устаревшие слова (архаизмы) возникли из-за устаревания одних и развития других слов. Архаизмами стали слова-этнографизмы: зәхмәт «болезнь, мука под влиянием неизвестных злых сил», имләүес «предметы ворожбы», ҡортбаш «раковина ужовки, используемая как женское украшение».
Лексика является предметом изучения лексикологии, ономасиологии, семасиологии, социолингвистики, этимологии. Основным средством записи лексики служат словари.
См. также: Фразеология башкирского языка, Антонимы башкирского языка.

## Заимствования
Заимствование есть процесс внедрения слов одного языка в другой. Причинами заимствований являются необходимость военных, торговых, политических, культурных контактов с соседними народами.
- Русские заимствования. В словарном составе башкирского языка имеются русские слова, заимствованные башкирами в период с XVI по XX век («арыш» — «рожь», бүрәнә — «бревно», «биҙрә» — «ведро», өйәҙ — «уезд» и др.). В XX веке заимствованы слова из сфер: науки, техники, культуры, искусства, промышленности, политики («конституция», «телевизор», «ракета», «массовый», «коммунизм» и др.).
- Персидские заимствования. Большая часть персидских слов проникло в башкирский язык в древнейшее время («абруй» — «авторитет», «бөхтә» — «аккуратный», «бәhлеүән» — «богатырь», «фарман» — «приказ», «быу» — «пар», «йәм» — «красота», «йән» — «душа», «таҙа» — «чистый», «ыҫпай» — «аккуратный», «нәҙек» — «тонкий», «анһат» — «легкий», «шәрә» — «голый», «оҫта» — «умелый», «тән» — «тело, плоть», «сыбар» — «пестрый», «тиҫтә» — «десяток», «таба» — «сковорода», «таҡта» — «доска», «һәм» — «и», «сөнки» — «потому что», «бәлки» — «может быть», «ки» — «который», «гүйә» — «будто»). Часть слов проникла в башкирский язык вследствие торговых отношений башкир с ираноязычными народами («бол» — «деньги, припас», «бaha» — «цена», «сауҙа» — «торговля», «сауҙагәр» — «купец», «арзан» — «дешевый», «кәсеп» — «занятие, промысел, ремесло», «дана» — «штука», «сирек» — «четверть», «быяла» — «стекло»). Большая часть персизм проникла в башкирский язык через старобашкирский язык («хоҙай» — «бог», «ураҙа» — «пост», «ахун» — «ахунд — религиозный чин у мусульман», «шәкерт» — «шакирд — ученик медресе», «фәрештә» — «ангел», «гонah» — «гpex», «гүр» — «могила», «дейеү» — «див», «аждаһа» —  «дракон», «хәстә» — «болезнь», «хыялый» — «сумасшедший», «дошман» — «враг», «хужа» — «хозяин», «зат» — «род», «диуана» — «блаженный»).
- Арабские заимствования. Арабские слова проникли в башкирский язык после принятия ислама через книги («аҡыл» — «разум», «аманат» — «вещь, сданная на хранение», «бәхил» — «прощение», «бәхәс» — «спор» и др.).

Арабские заимствования в башкирском языке подверглись следующим фонетическим преобразованиям: слиянием звука или звуков; выпадением звука или звуков; соответствием отдельных звуков в составе основы; переходом ударения; отвердение или смягчение основы и др.
Особенностью арабских заимствований явились различия грамматик. В современном башкирском языке 9 гласных звуков. В арабском языке 6 гласных: 3 из них краткие — [a], [i], [u] и 3 долгих гласных — [a:], [i:], [u:]. Гласные звуки в башкирском языке делятся на гласные переднего ряда — ә [æ], и [i~e], ө [ʏ], е [ɪ], ү [ɵ] (мягкое произношение) и гласные заднего ряда — ы [ɯ̆], а [ɑ], у [u~o], о [ʊ̆] (твердое произношение). В исконно башкирских словах, как и во всех тюркских, могут употребляться или только гласные переднего ряда, или только гласные заднего ряда. Это называется законом сингармонизма. Примеры: уҡыусылар, эшселәр, йөҙөүселәр, килеүселәр, барыусылар. В арабском языке нет закона сингармонизма. Поэтому в одном и том же слове могут быть одновременно и твердые гласные, и мягкие гласные. Примеры: قَلَم [qalam], كِتَاب [kita:b], تَارِيخ [ta:rix] и др. Если в башкирском языке на твердость произношения слов влияет гласная, то в арабском языке твердость произношения гласных зависит от твердости согласных. Например: аталар (башкирское слово, твердость зависит от гласного [а]), Aлла (твердость зависит от твердого согласного [л]).
Арабские долгие гласные играют смысло-различительную роль: كَتَبَ [kataba] «писать»; كَاتَبَ [ka:taba] «переписываться»; مَطَر [matar] «дождь»; مَطَار [mata:r] «аэропорт». Арабская краткая гласная [u] при заимствовании меняется на ө [ʏ̆] или о [ʊ̆], например: مُمْكِن [mumkin] (араб.) — мөмкин (башк.).
В словах с конечной «хамзой» «хамза» не произносится, а долгая гласная перед «хамзой» произносится как краткая, например: بَلَاء  [bala:'] (араб.) — бәлә «беда» (башк.) и др.
Следующая особенность арабских слов заключается в том, что в отличие от башкирских слов они всегда начинаются только с
согласной буквы. Перед гласными а, и, у в начале слова произносится «хамза».
- Удмуртские заимствования. Удмуртские заимствования осуществлялись в процессе непосредственного общения и проникали в устную речь башкир вследствие длительных тесных культурно-экономических связей народов и включают слова: пелмин (гайн.), пилмин (гайн., средн.) [9 т. I, с. 144; 2, с. 90; 3, с. 263]. Бүкән, диал. (аргаяш., демск., сев.-зап., средн., средн. урал, сакмар.) «табуретка», (аргаяш., кызыл., сакмар.) «стул», (средн.) «пенёк», (кызыл., средн.) «обрубок, чурбан», (сев.-вост., средн., иргиз.) «подушка (у телеги)» и др.